# Arturo Pomar
Arturo Pomar (1. září 1931, Palma de Mallorca – 26. května 2016, Barcelona) byl španělský šachista. Stal se prvním Španělem, který získal titul šachového velmistra. Také se 7krát stal národním šampionem.
Ve svých 11 letech vyhrál šampionát Baleárských ostrovů. Později jej trénoval mistr světa Alexandr Alexandrovič Aljechin. V říjnu 1943 se v Madridu poprvé objevil na mezinárodním turnaji. Málem skončil poslední, ale porazil Friedricha Sämischa. Poté ve svých 13 letech na turnaji v Gijónu remízoval se svým trenérem.
V roce 1950 získal titul mezinárodního mistra, v roce 1962 pak titul velmistra. Sepsal i několik šachových knih. Zemřel 26. května 2016 v Barceloně.